# Helmut Thoma (Maler)

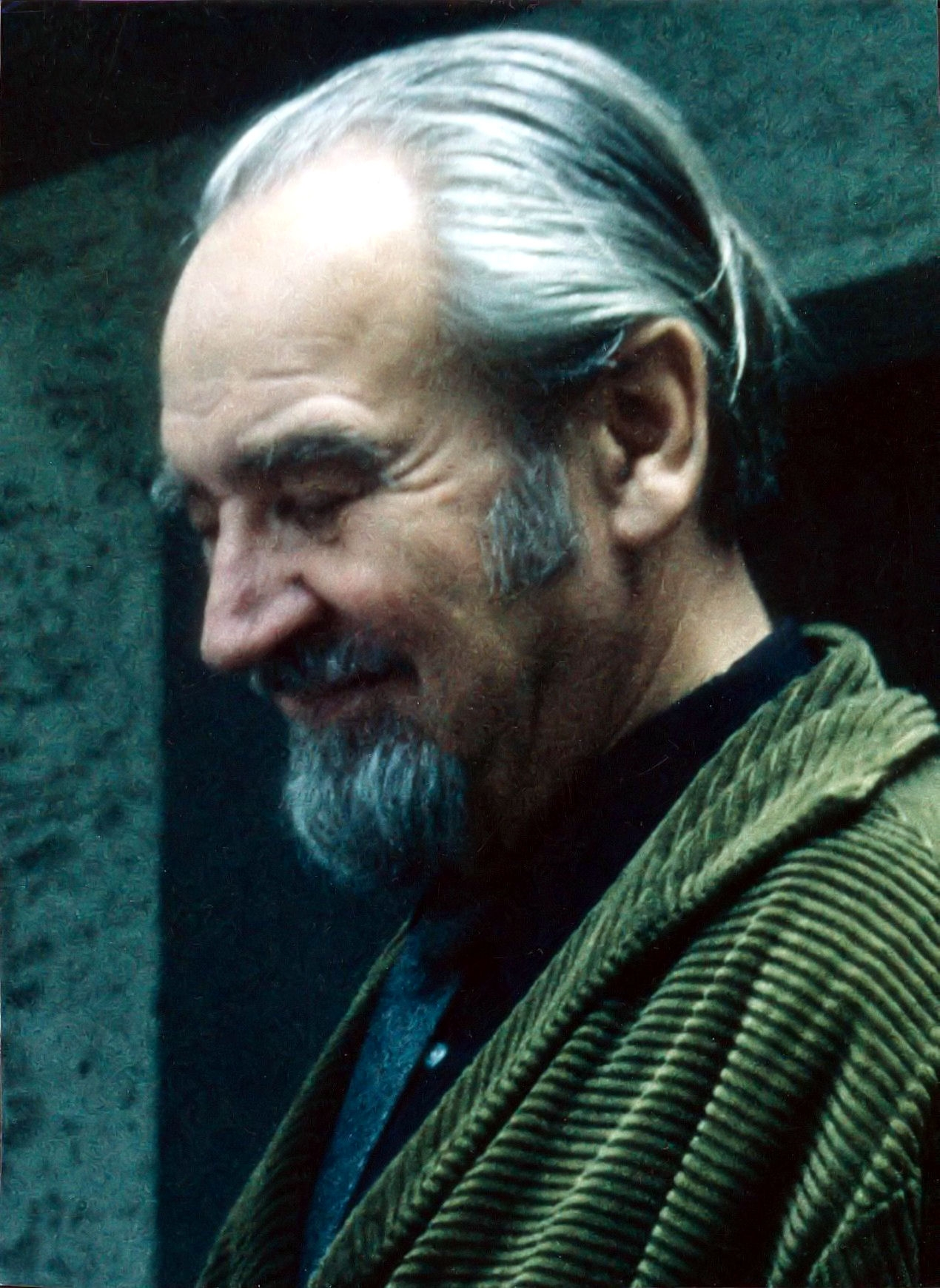
Helmut Thoma, 1988

Helmut Thoma (* 17. August 1909 in Lugnian, Oberschlesien; † 10. September 1993 in Berlin) war ein deutscher Maler und Kunsterzieher.

## Leben
Helmut Thoma studierte von 1930 bis 1933/1934 an der Staatlichen Akademie für Kunst und Kunstgewerbe Breslau bei Oskar Moll und in Berlin an der Staatlichen Kunstschule Berlin bei Georg Tappert, Curt Lahs und Konrad von Kardorff. Hier lernte er auch seinen Freund, den Maler Gerhard Fietz kennen, der später ebenfalls eine Professur an der Staatlichen Hochschule für Bildende Künste Berlin innehatte.
Von 1935 bis 1940 arbeitete er als Kunsterzieher an Berliner höheren Schulen. Während dieser Zeit lebte er mit seiner ersten Frau, der Malerin Marion Weiss, im Haus Spichernstraße 16 in einer Atelierwohnung, in der zuvor Helene Weigel und später auch Bertolt Brecht gewohnt hatten.
Nach Kriegsdienst und sowjetischer Kriegsgefangenschaft kehrte er 1948 nach Berlin zurück und lernte seine zweite Frau Cornelia kennen, die eine enge Freundin von Marion Weiss gewesen war und sie während ihrer Krebskrankheit begleitet hatte.
Im Jahr 1948 begann seine Lehrtätigkeit für Malen und Zeichnen in der Abteilung Kunstpädagogik der Staatlichen Hochschule für Bildende Künste Berlin, der heutigen Universität der Künste Berlin.
Ab 1950 hatte er dort eine Professur inne. Zu seinen Studenten zählte u. a. der Maler Karl-Heinz Herrfurth. Von 1958 bis 1965 war er außerdem Leiter der Abteilung Kunstpädagogik. Im Jahr 1974 wurde er in den Ruhestand versetzt.

## Malerei

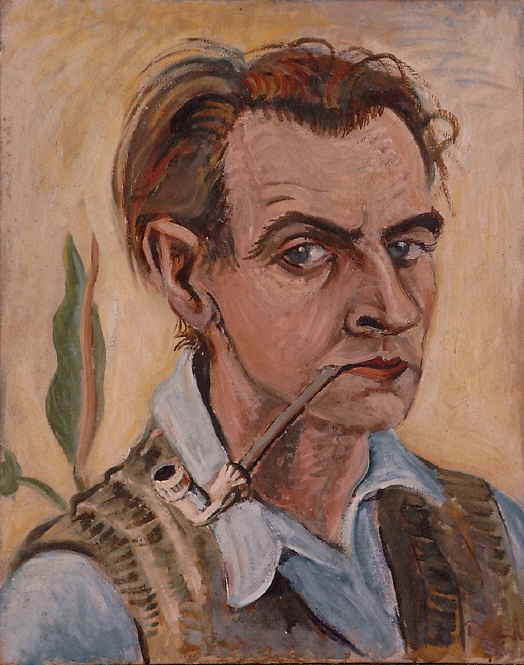
Selbstbildnis mit Tonpfeife, 1936

In Helmut Thomas Malerei lassen sich fünf Phasen unterscheiden.

### Phase I: 1930–1940
Diese erste Phase seines Schaffens wird durch die Freude an der sichtbaren Welt bestimmt. In diesen Jahren, in denen er studierte und das Referendariat absolvierte, begegnete er den Breslauer Akademielehrern Otto Müller, Paul Holz und Oskar Moll. In den Kreisen dieser Maler sieht er sich angesiedelt. Viele Kohlezeichnungen entstehen. Porträts, Stillleben, Interieurs und Landschaften sind Motive dieser Phase. Ausgangspunkt seiner Bilder ist immer die Natur, die er mit eigenen Empfindungen anreichert, um den Ausdruck zu steigern. Während der Tätigkeit als Lehrer malt er weiter. Die Ausstellung „Entartete Kunst“, die 1939 in Berlin stattfand, beeindruckt Thoma stark und veranlasst ihn, seinen bisherigen Malstil zu überdenken. „Meine positive Einstellung zur Welt und mein Glaube, dass das Sehbild als Sujet für den Maler ausreiche, waren am Ende.“ Aus dieser Periode sind nur noch wenige Werke erhalten.

### Phase II: 1948–1957

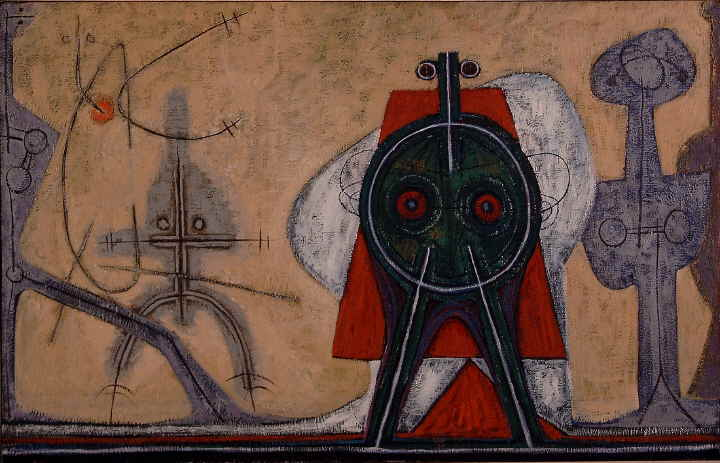
Der rote Kardinal, 1953

Die zweite Phase seines Schaffens beginnt mit der Heimkehr aus der sowjetischen Gefangenschaft. Sein Hauptinteresse gilt nun der in- und ausländischen Kunst, die während der Kriegsjahre geschaffen worden war. Ihn beschäftigen insbesondere Picasso, Georges Braque, Paul Klee und Max Ernst.
Seine Malerei beginnt, sich vom Sehbild weg zu bewegen. Erste tastende Versuche im Sinne einer Auseinandersetzung mit dem Kubismus finden statt. Die Umwelt wird von ihm fragmentarisch erlebt, die Gegenstände in seinen Bildern werden zerlegt, zerteilt und ineinander verschränkt. Auch schafft er eine Serie zumeist kleinformatiger Gemälde, in denen Phantasiefiguren in einem Netz von Symbolzeichen eigentümlich verwoben sind. Das Ende dieser Periode markieren sperrig ineinander geschobene Gestänge, die romantisch-technoide Landschaften bilden und einen Blick in die Traumwelt einer irrationalen Industrie freigeben.

### Phase III: 1957–1964

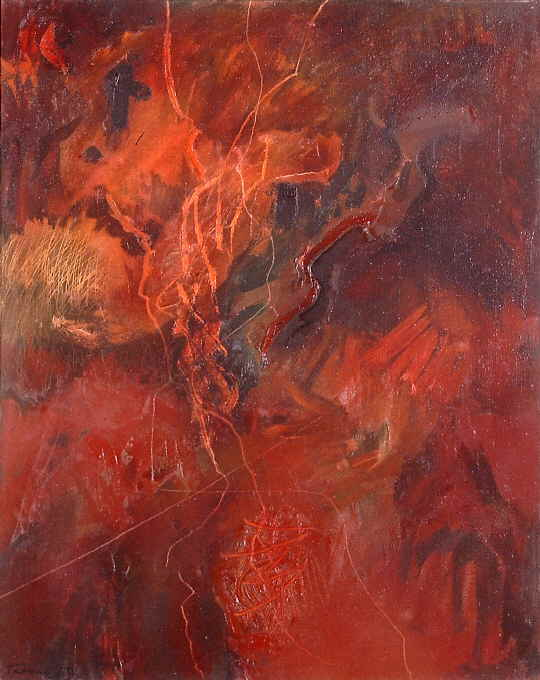
Cres – Rote Wand, 1959

Die dritte Phase ist durch die Lockerung des Malstils gekennzeichnet. Die Bilder dieser Zeit entstanden gefühlsmäßig und impulsiv nur aus einem Farbfleck heraus. Grafische Elemente verselbständigen sich schließlich zu Pinselzügen, wobei Thoma aber nie, wie er später erkennt, den Bezug zur Natur verliert. An japanische Kalligraphien (Shodō) erinnern nun seine Landschaften, in denen er mit dem Kontrast von Hell und Dunkel arbeitet und die bildimmanenten Bewegungen und Strömungen selbst sprechen lässt. Inspiriert wird er durch die Insel Cres, die er in dieser Zeit zum ersten Mal besucht und die für seine Arbeit bedeutsam wird. Zum Ende dieser Phase entstehen neben den mit Landschaften „spielenden“ Aquarellen auch deutliche Bilder von Frauenkörpern. „Was war eigentlich konstant in meiner Malerei seit 1930 geblieben? Die immer wieder sich wiederholende Neigung zur menschlichen Figur, zur Landschaft und zum Stillleben!“

### Phase IV: 1964–1984

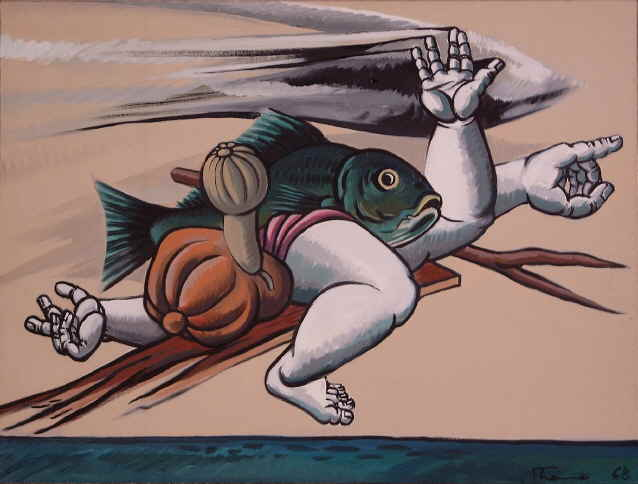
Fliegendes Brett mit grünem Fisch, 1968

Den in dieser vierten Phase geschaffenen Gemälden dienten Collagen als Grundlage, die Thoma ausschließlich aus Schwarz-Weiß-Fotografien herstellte. Es sind also gemalte Collagen, in denen sich Gliedmaßen in ungewöhnlichen Proportionen ineinander verschränken, stapeln, türmen und so eigenwillige Skulpturen bilden. Zunächst noch ohne Hintergrund, werden sie später in eine Landschaft eingebettet. 1966–1979 verschwindet der menschliche Kopf aus den Werken Helmut Thomas, ab 1974 ist er, versteckt hinter Fingergliedern, wieder zu ahnen, im Stillleben mit dem kranken Maler (Februar 1979) erhält er sein Gesicht zurück. Hauptmotive der Bilder bis zum Ende der 1970er Jahre sind Früchte, Gemüse, Blumen und Tiere. Die Arbeiten aus den Jahren 1980–1984 wirken wie Potpourris, die versuchen, den Durchschnitts-Bürger – oder Intellektuellen – im späten 20. Jahrhundert auf die Leinwand zu bannen. So entstehen „Seelenlandschaften“. Das Werk reicht von kleinen bis zu sehr großen Bildern in Öl, Acryl und Aquatec, von zarten Aquarellen bis zu kräftigen Kohlezeichnungen.

### Phase V: 1984–1993

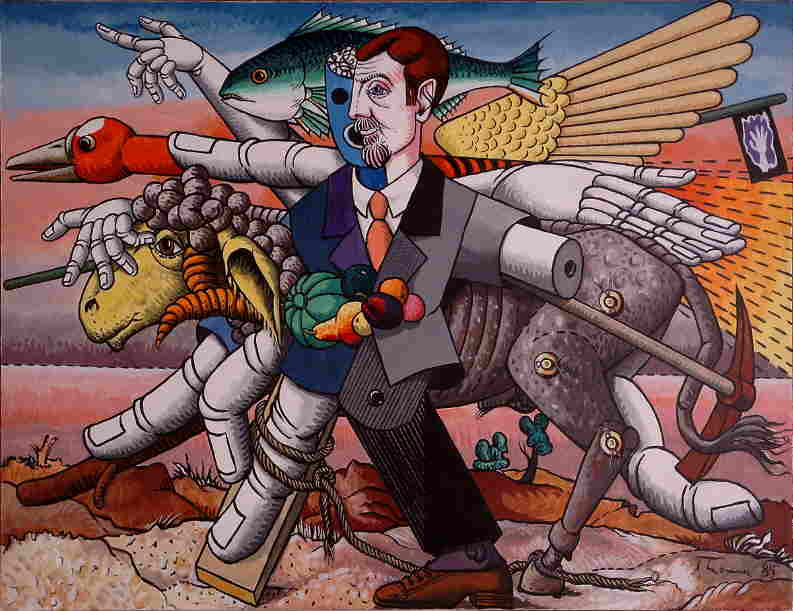
Mühevolles Weiterkommen 1985

In Thomas Spätwerk spielt der Kopf wieder eine bedeutsame Rolle. „Diese Bilder sind jedoch keine Porträts, sie versuchen vielmehr, die Vielfalt des einzelnen Menschen zu zeigen, ohne einen bestimmten zu meinen.“ Hier spielt Thoma mit den Stilen Kubismus, Expressionismus und Tachismus. Zunächst setzt er seine Reihe „Zeitgenossen-Bilder“ fort und schafft einige bedeutende Selbstporträts (zum Beispiel Rochus Selbst hinter Scherben, 1989). Da seine Kraft nachlässt, entstehen ab 1987 viele kleinformatige Bilder, die „Lumpenbilder“. Auf Kleider- und Stoffresten bringt er seine Arbeiten unter. Kaputte Köpfe kommen wieder zum Vorschein: der „Verkehrtkopf“, der „Querkopf“ und der „Spaltkopf“. Andere Köpfe sind zerhackt, senkrecht, waagerecht oder kreuz und quer zerschnitten und mit Löchern versehen. So drückt Thoma nun in einem Gesicht aus, was er vorher durch die Zusammensetzung mehrerer Köpfe darstellte: Zerrissenheit, Zerstörung, Verlust (oder Suche nach) der Identität. Neben den Lumpenbildern entstehen Kohle- und farbige Arbeiten, in denen Drähte, Gegenstände und Muster den Kopf teilweise überlagern und verdecken.
In der letzten Phase seines künstlerischen Schaffens vereinte Helmut Thoma viele verschiedene Stilrichtungen. Hierzu ein Zitat aus seiner Autobiografie:

„Mir schwebte vor, verschiedene Gestaltungsarten und Stilrichtungen, die man ja alle als verschiedene Abstraktionsgrade bezeichnen kann, in einem Bilde zu vereinigen. Realistische, tachistische, impressionistische, expressionistische, kubistische, vielleicht auch kitschige, gebrauchsgraphische und beliebig andere Elemente müßten sich in einem Bild verwenden lassen, wobei ich hoffte, daß die Quantität der Dissonanzen zwischen den gehäuften künstlerischen Ausdrucksmöglichkeiten zu einer neuen Qualität der Einheit führen würde.“

Von 1955 bis 1981 wurde seine Malerei durch regelmäßige Aufenthalte auf der Insel Cres, ab 1981 auf der Insel Teneriffa, beeinflusst.

## Ausstellungen
- Helmut Thoma – Arbeiten aus den Jahren 1966 und 1967 (Galerie Hammer im Europacenter, Berlin, 1. Oktober – 31. Oktober 1967)
- Helmut Thoma – Bilder, Zeichnungen, Linolschnitte aus den Jahren 1966 bis 1968 (Kunstkabinett am Steintor, Hannover, 25. Februar – 23. März 1968)
- Helmut Thoma – Retrospektivausstellung – Arbeiten aus den Jahren 1934 bis 1968 (Kunsthalle Wilhelmshaven, 1.–22. Juni 1969)
- Helmut Thoma – Die vielgesichtigen Zeitgenossen – Bilder-Aquarelle-Collagen-Zeichnungen aus den Jahren 1980–85 (Kunstamt Reinickendorf, Berlin, 6. Oktober – 26. September 1985)
- Helmut Thoma – Bilder, „Lumpenbilder“ und Arbeiten auf Papier aus den Jahren 1986–89 (Haus am Lützowplatz, Berlin, 10. August – 3. September 1989)
- Helmut Thoma und Gerhard Fietz – Zwei schlesische Maler in Berlin, (Ostdeutsche Galerie Regensburg 1963)
- Helmut Thoma – Bilder und Zeichnungen aus den Jahren 1964 bis 1979 (Haus am Lützowplatz, Berlin, 9. Februar – 9. März 1980)
- Mein Leben – eine Collage – Eine Retrospektive der Arbeiten Helmut Thomas (1909–1993), (SORAT Hotel Spree-Bogen, Alt Moabit 99, 26. Januar 1998 – 22. März 1998)
- Helmut Thoma und Gerhard Fietz, (Fietz-Haus fietz-haus.de, Bleckede 2001)
- Helmut Thoma Malerei – Skulpturen Ursula Hanke-Förster, Ausstellung in den Hallen der Atala-Factory, 9.,10. und 17. September 2022 (Impressionen von der Vernissage )

## Museen
Folgende Museen besitzen Werke von Helmut Thoma:
- Berlinische Galerie
- Kunsthalle Wilhelmshaven
- Sudetendeutsche Galerie in Regensburg

## Helmut-Thoma-Stiftung
Helmut Thoma hat sein Werk der Universität der Künste Berlin vermacht. Aus dem Erlös verkaufter Bilder werden seit 1996 einmal im Jahr Studierende des Fachs Bildende Kunst mit dem mit 3100 Euro dotierten Helmut-Thoma-Preis gefördert.